# 神探狄仁杰第一部
神探狄仁杰第一部原名《武朝迷案》，共三十集三个故事。CCTV将30集删改为27集，改名《神探狄仁杰第一部》，后于2004年8月于中国中央电视台电视剧频道首播。

## 单元分布
第一部共分三个单元，分别为：
- 《使团惊魂》（幽州案，1～13集）
- 《蓝衫记》（湖州案，14～23集，CCTV版为14～22集）
- 《滴血雄鹰》（无头将军案，24～30集，CCTV版为23～27集）

## 剧情删改
在中国中央电视台，《蓝杉记》从10集删减至9集，《滴血雄鹰》从7集删改至5集：
- 《藍衫記》删改了一些細節，例如：李元芳在窗外看到刘查礼与许世德对话，许世德说：李元芳已成瓮中之鳖，不足为虑…
- 地名“恩济庄”改为“永济庄”，“江家庄”改为“简家庄”。
- 角色“江小郎”改为“简小郎”。
- 字幕中的字改为简体字「镋」。
- 删除了一些恐怖镜头，例如：《滴血雄鹰》第1集无头将军行兇時，一名受害者被飛刀斬為兩段，被删减后只剩中刀出血的鏡頭。
- 《滴血雄鹰》删除了很多情節，例如：无头将军当狄仁杰三人面现身并砍杀村庄长者，被删减后三人在场镜头与反思剧情都沒有了，只留下长者被砍短短几秒。
- 狄仁杰在结局透露幕后指使者为太平公主，被删除后此段改为暴雨镜头。

### 穿帮
- 武则天看到镜子上出现章怀太子李賢的《黄台瓜辞》，这首诗是用简体中文写的。